# Paulo Ribenboim
Paulo Ribenboim FRSC (Recife, 13 de março de 1928) é um matemático brasileiro, especialista em teoria dos números. Ribenboim vive no Canadá desde 1962.
Escreveu 13 livros e 120 artigos. O Prêmio Ribenboim (Ribenboim Prize) dado pela Canadian Number Theory Association recebe o nome em sua homenagem.
Em 1958 tornou-se pesquisador-chefe do Instituto de Matemática Pura e Aplicada (IMPA). Foi eleito membro da Sociedade Real do Canadá em 1969.

## Vida
Recifense de origem judaica, Paulo Ribenboim mudou-se com sua família para o Rio de Janeiro aos oito anos. Publicou seu primeiro artigo ainda na graduação, na extinta revista Summa Brasiliensis Mathematicae, editada por Lélio Gama, dentre outros. Em 1948, formou-se em matemática pela Faculdade Nacional de Filosofia, e em 1950, conseguiu uma bolsa de estudos para trabalhar com Jean Dieudonné em Nancy, França.
Casou-se no ano de 1951 com a jovem católica Huguette Demangelle, na cidade francesa de Nancy. Eles têm dois filhos e cinco netos.

## Obras
- The Book of Prime Number Records. [S.l.]: Springer. 1989. ISBN 978-0-387-97042-4
- 13 Lectures on Fermat's Last Theorem. [S.l.]: Springer-Verlag. 1995. ISBN 978-0-387-90432-0
- The New Book of Prime Number Records. [S.l.]: Springer-Verlag. 1996. ISBN 978-0-387-94457-9

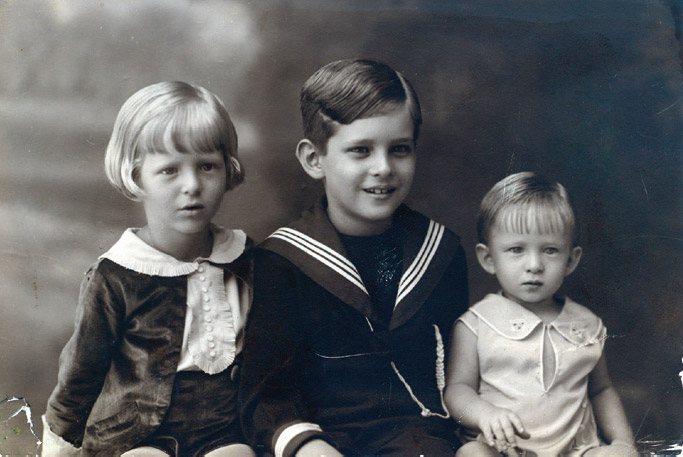
Paulo Ribenboim (esquerda) com os irmãos Hermano e Mário no Recife.

- Collected Papers of Paulo Ribenboim. [S.l.]: Queens Univ Campus. 1997. ISBN 978-0-88911-735-8
- The Little Book of Big Primes. [S.l.]: Springer-Verlag. 1999. ISBN 978-0-387-97508-5
- The Theory of Classical Valuations. [S.l.]: Springer-Verlag. 1999. ISBN 978-0-387-98525-1
- My Numbers, My Friends: Popular Lectures on Number Theory. [S.l.]: Springer-Verlag. 2000. ISBN 978-0-387-98911-2
- Fermat's Last Theorem for Amateurs. [S.l.]: Springer-Verlag. 2000. ISBN 978-0-387-98508-4
- Classical Theory of Algebraic Numbers. [S.l.]: Springer-Verlag. 2001. ISBN 978-0-387-95070-9
- The Little Book of Bigger Primes. [S.l.]: Springer-Verlag. 2004. ISBN 978-0-387-20169-6